# Bokföringsnämnden
Bokföringsnämnden, BFN, är en svensk statlig förvaltningsmyndighet som sorterar under Finansdepartementet och har till uppgift att främja utvecklingen av god redovisningssed i företagens bokföring och offentliga redovisning.

## Verksamhet
Nämnden utarbetar allmänna råd inom sitt ansvarsområde. Myndigheten ger ut vägledande publikationer om tillämpningen av framför allt bokföringslagen och årsredovisningslagen.
År 2019 var nettokostnaden för nämndens verksamhet cirka 10 miljoner kronor.

## Vägledande roll
Bokföringsnämnden ansvarar för utvecklandet av god redovisningssed i Sverige. I uppdraget ingår bl.a. att verka för enkla regler som är anpassade till användarnas behov. Förutom sina allmänna råd om bokföring ger nämnden ut en tillhörande vägledning.
Bokföringsnämnden har i sin vägledning samlat de regler som bokföringsskyldiga har att följa för att uppfylla de delar av bokföringsskyldigheten i bokföringslagen som rör löpande bokföring, verifikationer, arkivering av räkenskapsinformation samt systemdokumentation och behandlingshistorik.

## Organisation
Myndigheten leds av en nämnd som består av elva ledamöter. Vid nämnden finns ett kansli, som består av sex personer (november 2020). Finansinspektionen upplåter lokaler samt utför administrativa uppgifter åt nämnden enligt avtal mellan myndigheterna.